# 茨城県西農業共済組合
茨城県西農業共済組合（いばらきけんせいのうぎょうきょうさいくみあい）は、茨城県八千代町に本部を置く農業共済組合。通称はNOSAI茨西。

## 組合員数
- 25,769人（2013年3月31日現在）

## 所在地
茨城県結城郡八千代町大字松本500

## 沿革
- 2000年（平成12年）4月1日に茨城県西部（旧19市町村）を区域とする新広域組合として発足。旧筑西地方農業共済組合・旧県西地方農業共済組合・旧結城地方農業共済組合・旧鬼怒地方農業共済組合・旧猿島地方農業共済組合・旧岩井市農業共済組合の組合営5、事務組合営1の計6組合等による合併。旧6組合等の事務所は新組合の支所となり、仮本所を筑西市（旧下館市・旧筑西支所2階）に設置してスタート。
- 2004年（平成16年）2月1日 からは、全支所が新事務所に集結し、新たな体制で事業が展開。

## 管轄区域
古河市　筑西市　結城市　下妻市　常総市　坂東市　桜川市（旧岩瀬町を除く）　八千代町　五霞町　境町　